# Mazzarino (Szicília)
Mazzarino település Olaszországban, Szicília régióban, Caltanissetta megyében. Lakosainak száma 10 932 fő (2023. január 1.). Mazzarino Barrafranca, Caltagirone, Caltanissetta, Gela, Niscemi, Pietraperzia, Ravanusa, Riesi, San Michele di Ganzaria, Butera, Piazza Armerina, San Cono és Sommatino községekkel határos.

## Népesség
A település lakossága az elmúlt években az alábbi módon változott:
| Lakosok száma | 12 046 | 11 842 | 10 932 |
|               | 2017   | 2018   | 2023   |